# 1935 год в кино

## Фильмы

### Мировое кино
- «Анна Каренина»/Anna Karenina, США (реж. Клэренс Браун)
- «Вечер в опере»/A Night At The Opera, США (реж. Сэм Вуд)
- «Дело о любопытной новобрачной»/The Case of the Curious Bride, США (реж. Майкл Кёртис)
- «Знак вампира»/Mark of the Vampire, США (реж. Тод Браунинг)
- «Китайские моря»/China Seas, США (реж. Тэй Гарнетт)
- «Невеста Франкенштейна»/The Bride of Frankenstein, США (реж. Джеймс Уэйл)
- «Одиссея капитана Блада»/Captain Blood, США (реж. Майкл Кёртис)
- «Осведомитель»/The Informer, США (реж. Джон Форд)
- «Пансион „Мимоза“»/Pension Mimosas, Франция (реж. Жак Фейдер)
- «Призрак едет на Запад»/The Ghost Goes West, Великобритания (реж. Рене Клер)
- «Сон в летнюю ночь»/A Midsummer Night's Dream, США (реж. Уильям Дитерле и Макс Рейнхардт)
- «Три сестры, чистые в своих помыслах»/乙女ごころ三人姉妹, Япония (реж. Микио Нарусэ)
- «Тридцать девять ступеней»/39 Steps, Великобритания (реж. Альфред Хичкок)

### Советское кино

#### ЗСФСР

##### Азербайджанская ССР
- Игра в любовь (реж. Аббас Мирза Шариф-заде).
- Шестое чувство (реж. Микаил Микаилов).

#### Фильмы БССР
- Инженер Гоф (реж. Рашель Мильман-Кример и Борис Шпис).
- Путь корабля (реж. Юрий Тарич).

#### Фильмы РСФСР
- «Бежин луг», (реж. Сергей Эйзенштейн)
- «Гибель сенсации (Робот Джима Рипля)», (реж. Александр Андриевский)
- «Горячие денёчки», (реж. Александр Зархи и Иосиф Хейфиц)
- «Лётчики», (реж. Юлий Райзман)
- «Новый Гулливер», (реж. Александр Птушко)
- «Три товарища», (реж. Семён Тимошенко)

#### Фильмы совместных производителей

##### Двух киностудий и двух союзных республик
- Аэроград (реж. Александр Довженко).

#### Фильмы УССР
- Интриган (реж. Яков Уринов).
- Строгий юноша (реж. Абрам Роом).

## Знаменательные события
- Первый советский полнометражный мультипликационный фильм, вышедший в прокат — «Новый Гулливер», (реж. Александр Птушко).

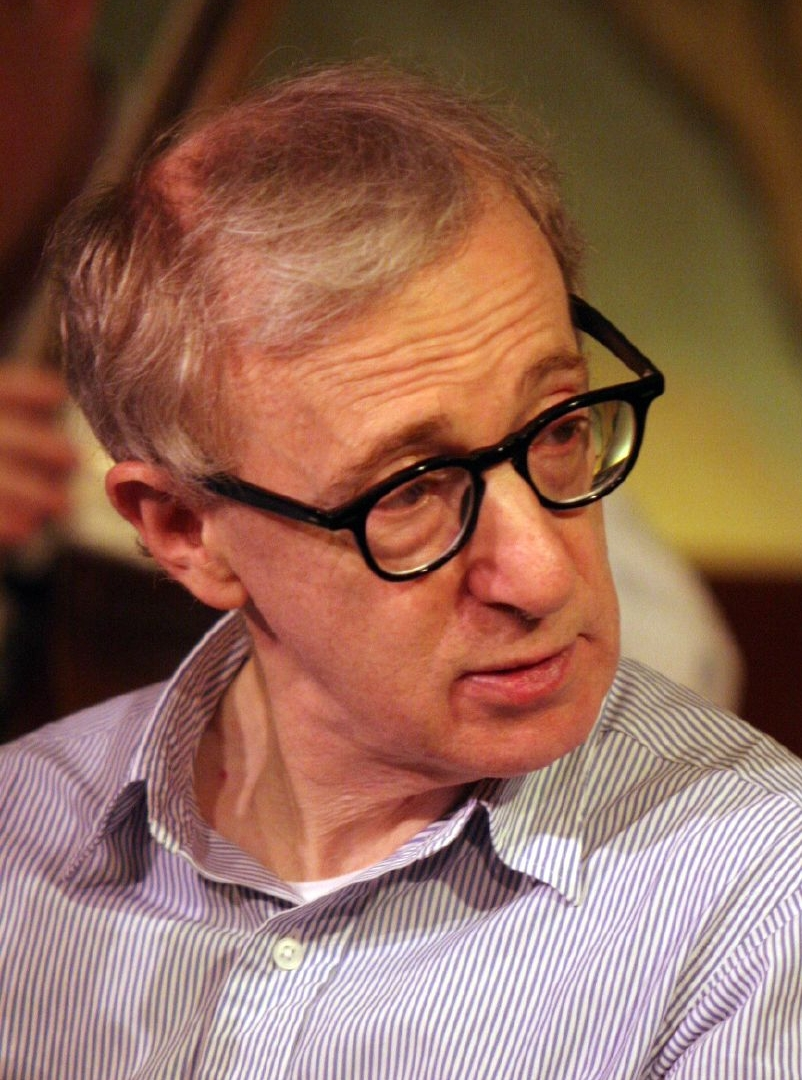
Вуди Аллен (2006)

## Персоналии

### Родились
- 8 января — Элвис Пресли, американский певец и актёр.
- 24 февраля — Джозеф Александр Уолкер, афроамериканский драматург, режиссёр, актёр и профессор (ум. 2003).
- 20 апреля — Марио Камус, испанский кинорежиссёр и сценарист.
- 5 июня — Кахи Кавсадзе, советский и грузинский актёр театра и кино, Народный артист Грузинской ССР.
- 17 августа — Олег Табаков, советский и российский актёр театра и кино, Народный артист СССР.
- 19 августа — Думитру Раду Попеску, румынский писатель, журналист, сценарист и политик.
- 2 сентября — Валентин Иосифович Гафт, советский и российский актёр театра и кино, театральный режиссёр, поэт и писатель. Народный артист РСФСР.
- 29 октября — Исао Такахата, японский режиссёр анимации, сценарист и продюсер.
- 3 ноября — Георги Мишев, болгарский писатель и сценарист.
- 8 ноября — Ален Делон, французский актёр, продюсер, сценарист и режиссёр.
- 12 ноября - Людмила Марковна Гурченко, советская и российская актриса театра и кино.
- 1 декабря — Вуди Аллен, американский кинорежиссёр, писатель, актёр, кларнетист.

### Скончались
- 8 марта — Жуань Линъюй, китайская актриса немого кино.
- 24 июня — Карлос Гардель, аргентинский певец и актёр.
- 15 августа — Уилл Роджерс, американский актёр немого кино, ковбой, журналист и комик.
- 25 августа — Мак Суэйн, американский актёр немого кино.
- 28 сентября — Уильям Диксон, американский изобретатель шотландского происхождения, создавший совместно с Томасом Эдисоном одну из первых кинематографических технологий.
- 16 декабря — Телма Тодд, американская актриса.